# Sébastien Feller
Sébastien Feller (11 de març de 1991) és un jugador d'escacs francès que té el títol de Gran Mestre des del 2007.
A la llista d'Elo de la FIDE d'octubre de 2015, hi tenia un Elo de 2622 punts, cosa que en feia el jugador número 8 (en actiu) de França, i el número 162 del rànquing mundial. El seu màxim Elo va ser de 2668 punts, a la llista de setembre de 2011 (posició 80 al rànquing mundial).

## Resultats destacats en competició
Feller va aconseguir els títols de Mestre Internacional i Gran Mestre el 2007 a l'edat de 17 anys. El 2007 fou campió juvenil de França i subcampió del Campionat d'Europa Sub-16. El 2010 fou campió de França d'escacs llampec i vencedor del Campionat de París el juliol de 2010.
L'octubre de 2010, Feller va obtenir la medalla d'or pel millor cinquè tauler en l'Olimpíada d'escacs de 2010, però el comité va detectar que Cyril Marzolo des de França transmetia via telèfon mòbil missatges amb les jugades encriptades. Per aquest fet Feller fou sancionat a no poder participar cap torneig oficial (tant individual com en equip) de la FIDE durant de 2 anys i 9 mesos a partir de l'1 d'agost de 2012, i també va ser obligat a retornar el premi metàl·lic i la medalla d'or. Abans de la sanció de la Fide, Feller va participar en el Campionat d'Europa d'escacs individual on fou setè, obtenint una plaça per a participar en la Copa del Món de 2011 eliminant Viorel Iordăchescu a la primera ronda i ser eliminat per Aleksandr Grisxuk a la segona.